# Irpin' (fiume)
L'Irpin' (in ucraino Ірпінь?) è un fiume ucraino affluente di sinistra del Dnepr. È lungo 162 km ed ha un'area di bacino di 3.340 km².